# Terebella
Terebella är ett släkte av ringmaskar som beskrevs av Carl von Linné 1767. Terebella ingår i familjen Terebellidae.

## Dottertaxa tillTerebella, i alfabetisk ordning[1][2]
- Terebella aberrans
- Terebella alata
- Terebella annulifilis
- Terebella atricapilla
- Terebella bilineata
- Terebella biseta
- Terebella californica
- Terebella cancellata
- Terebella chilensis
- Terebella copia
- Terebella ehlersi
- Terebella ehrenbergi
- Terebella flabellum
- Terebella frondosa
- Terebella fulgida
- Terebella gigantea
- Terebella gorgonae
- Terebella haplochaeta
- Terebella hesslei
- Terebella inversa
- Terebella jinhuensis
- Terebella kermadecensis
- Terebella lapidaria
- Terebella lewesiensis
- Terebella littoralis
- Terebella lutensis
- Terebella maculata
- Terebella meleseti
- Terebella muliarrus
- Terebella ochroleuca
- Terebella orotavae
- Terebella panamena
- Terebella pappus
- Terebella parvabranchiata
- Terebella pterochaeta
- Terebella punctata
- Terebella quinqueseta
- Terebella sarsii
- Terebella schmardai
- Terebella stenotaenia
- Terebella subcirrata
- Terebella tantabiddycreekensis
- Terebella thuja
- Terebella tilosaula
- Terebella verrilli
- Terebella virescens